# محطة قطار بارنيتبي
محطة قطار بارنيتبي (بالإنجليزية: Barnetby railway station)‏‏ هي محطة قطار في المملكة المتحدة، تُشغلها قطارات إيست ميدلاند. افتُتحت هذه المحطة في 1848، ويبلغ عدد مسارات أرصفتها 4.